# لويس هرنانديز (متزلج فني)
لويس هرنانديز (بالإسبانية: Luis Hernández)‏ هو متزلج فني مكسيكي، ولد في 11 مارس 1985 في غوادالاخارا في المكسيك.

## وصلات خارجية
- الموقع الرسمي
- لويس هرنانديز على موقع الاتحاد الدولي للتزلج (الإنجليزية)